# Sifaka diademowa
Sifaka diademowa, sifaka (Propithecus diadema) – gatunek ssaka naczelnego z rodziny indrisowatych (Indridae).

## Taksonomia
Gatunek po raz pierwszy zgodnie z zasadami nazewnictwa binominalnego opisał w 1832 roku brytyjski zoolog Edward Turner Bennett, nadając mu nazwę Propithecus diadema. Miejsce typowe to Madagaskar. Holotyp to skóra i czaszka na wpół dorosłego samca (sygnatura BMNH 1855.12.24.58) ze zbiorów Muzeum Historii Naturalnej w Londynie; okaz zebrany przez Charlesa Telfaira.
Ostatnie filogenezy rodziny Indriidae ujawniły dwa dobrze poparte klady na bazie mtDNA u P. diadema, przy czym jeden z kladów jest prawdopodobnie bardziej zbliżony do P. edwardsi niż do P. diadema. Odległości genetyczne mogłyby uzasadniać podział P. diadema na dwa taksony, ale brak markerów jądrowych i ten sam kariotyp sugerują co innego; introgresja samców została uznana za możliwą przyczynę tego parafiletyzmu. 
Autorzy Illustrated Checklist of the Mammals of the World uznają ten takson za gatunek monotypowy.

### Etymologia
- Propithecus: gr. προ pro „blisko, przed”; πιθηκος pithēkos „małpa”[11].
- diadema: łac. diadema „diadem”, od gr. διαδημα diadēma „diadem, królewskie nakrycie głowy”[12].

## Zasięg występowania
Sifaka diademowa występuje w północno-wschodnim i wschodnim Madagaskarze, od rzeki Mananara na południe do rzek Mangoro i Onive; granice zasięgu nieznane, ale ten gatunek uważa się za najbardziej rozpowszechnioną sifakę; historyczny zasięg sięgał dalej na północ, na południe od rzeki Antainambalana.

## Morfologia
Długość ciała (bez ogona) 50–55 cm, długość ogona 44–50 cm; masa ciała 5,7–6,8 kg. Krótkie, gęste futro z miękkim, długim włosem o zmiennej barwie – czarny, szary lub rudobrązowy. Umaszczenie zależy od środowiska, w jakim zwierzę żyje – im wilgotniejszy klimat, tym ciemniejsze. Twarz naga, czarna. Między ramieniem a tułowiem fałd skórny, działający niczym spadochron i umożliwiający wykonywanie dłuższych skoków.

## Tryb życia
Żyją w koronach drzew. Prowadzi dzienny i nadrzewny tryb życia, bardzo rzadko schodzi na ziemię. Żyje w małych grupach (6–10 osobników), roślinożerna, zjada liście, kwiaty, korę i owoce. Po pięciomiesięcznej ciąży samica rodzi jedno młode.

## Status zagrożenia i ochrona
Gatunek krytycznie zagrożony wyginięciem (CR – ang. critically endangered), chroniony prawem międzynarodowym. Trudny do utrzymania w niewoli, dlatego rzadko prezentowany w ogrodach zoologicznych.
Gatunek jest ujęty w I załączniku konwencji waszyngtońskiej (CITES).